# 川西田鼠
川西田鼠（学名：Volemys musseri），一种分布于中华人民共和国四川省西部高原地区的啮齿动物，隶属于仓鼠科川田鼠属。

## 形态特征
川西田鼠正模标本为成年雄鼠，体长111毫米，尾长64毫米。背毛黑褐色，腹毛、尾底面和前、后脚毛为淡黄色。